# Chabuata dulcinea
Chabuata dulcinea là một loài bướm đêm trong họ Noctuidae.